# Enklawy Puszczy Sandomierskiej
Enklawy Puszczy Sandomierskiej (kod PLH180055) – specjalny obszar ochrony siedlisk sieci Natura 2000, zlokalizowany na terenie województwa podkarpackiego.
Obszar obejmuje powierzchnię 7952.49 ha
Teren wyznaczony został w celu długotrwałego zabezpieczenia naturalnych siedlisk życia.

## Sidliska pod ochroną
- wydmy śródlądowe z murawami napiaskowymi (Corynephorus, Agrostis)
- suche wrzosowiska (Calluno-Genistion, Pohlio Callunion, Calluno-Arctostaphylion)
- zmiennowilgotne łąki trzęślicowe (Molinion)
- niżowe i górskie świeże łąki użytkowane ekstensywnie (Arrhenatherion elatioris)
- torfowiska wysokie z roślinnością torfotwórczą (żywe)
- torfowiska przejściowe i trzęsawiska (przeważnie z roślinnością z Scheuchzerio-Caricetea)
- obniżenia na podłożu torfowym z roślinnością ze związku Rhynchosporion
- grąd środkowoeuropejski i subkontynentalny (Galio-Carpinetum, Tilio-Carpinetum)
- bory i lasy bagienne (Vaccinio uliginosi Betuletum pubescentis, Vaccinio uliginosi Pinetum, Pino mugo-Sphagnetum, Sphagno girgensohnii-Piceetum) i brzozowo-sosnowe bagienne lasy borealne
- łęgowe lasy dębowo-wiązowo-jesionowe (Ficario-Ulmetum)[2]